# Dolichoderus patens
Dolichoderus patens är en myrart som först beskrevs av Mayr 1870.  Dolichoderus patens ingår i släktet Dolichoderus och familjen myror.

## Underarter
Arten delas in i följande underarter:
- D. p. patens
- D. p. pubiventris